# Vered Buskila
Vered Buskila (en hebreo: ורד בוסקילה‎; Bat Yam, 23 de mayo de 1983) es una deportista israelí que compitió en vela en la clase 470.
Ganó una medalla de bronce en el Campeonato Mundial de 470 de 2004 y tres medallas en el Campeonato Europeo de 470 entre los años 2001 y 2005.
Participó en tres Juegos Olímpicos de Verano, entre los años 2004 y 2012, ocupando el cuarto lugar en Pekín 2008, en la clase 470.

## Palmarés internacional
| \| Campeonato Mundial \| Campeonato Mundial \| Campeonato Mundial \| Campeonato Mundial \| \| Año \| Lugar \| Medalla \| Clase \| \| ------------------ \| ----------------------- \| ------------------ \| ------------------ \| \| 2004 \| Zadar (Croacia) \| Medalla de bronce \| 470 \| \| Campeonato Europeo \| \| \| \| \| Año \| Lugar \| Medalla \| Clase \| \| 2001 \| Dún Laoghaire (Irlanda) \| Medalla de bronce \| 470 \| \| 2004 \| Warnemünde (Alemania) \| Medalla de bronce \| 470 \| \| 2005 \| Gdynia (Polonia) \| Medalla de plata \| 470 \| |                         |                   |       |
| Campeonato Mundial |                         |                   |       |
| Año | Lugar                   | Medalla           | Clase |
| 2004 | Zadar (Croacia)         | Medalla de bronce | 470   |
| Campeonato Europeo |                         |                   |       |
| Año | Lugar                   | Medalla           | Clase |
| 2001 | Dún Laoghaire (Irlanda) | Medalla de bronce | 470   |
| 2004 | Warnemünde (Alemania)   | Medalla de bronce | 470   |
| 2005 | Gdynia (Polonia)        | Medalla de plata  | 470   |